# Gramma
Gramma is een geslacht van straalvinnige vissen uit de familie van de feeënbaarzen (Grammatidae).

## Soorten
- Gramma brasiliensis Sazima, Gasparini & Moura, 1998
- Gramma dejongi
- Gramma linki Starck & Colin, 1978
- Gramma loreto Poey, 1868
- Gramma melacara Böhlke & Randall, 1963